# 稗原村
稗原村（ひえばらむら）は、島根県簸川郡にあった村。現在の出雲市稗原町、野尻町、宇那町にあたる。

## 地理
- 河川：稗原川[1]

## 歴史
- 1889年（明治22年）4月1日 - 町村制の施行により、神門郡稗原村、野尻村、宇那手村が合併して村制施行し、稗原村が発足[1][2]。
- 1896年（明治29年）4月1日 - 郡の統合により簸川郡に所属[2]。
- 1904年（明治37年） - 稗原郵便局開設[1]。
- 1911年（明治44年） - 稗原村信用組合設立[1]。
- 1917年（大正6年） - 大字稗原に電灯がつく[1]。
- 1955年（昭和30年）3月22日 - 出雲市に編入され廃止[1][2]。

## 産業
- 農業[1]

## 村長
- 高橋守衛

## 教育

### 小学校
- 稗原村立稗原小学校

### 中学校
- 稗原村立稗原中学校